# Mordellistena rubrofrontalis
Mordellistena rubrofrontalis är en skalbaggsart som beskrevs av Ray 1936. Mordellistena rubrofrontalis ingår i släktet Mordellistena och familjen tornbaggar. Inga underarter finns listade i Catalogue of Life.